# ویلیام اس. وست
ویلیام اس. وست (به انگلیسی: William S. West) سناتور سابق عضو حزب دموکرات ایالات متحده آمریکا بود. وی در سال ۱۹۱۴ میلادی سناتور ایالت جورجیا در سنای ایالات متحده آمریکا بود.